# Oxyomus simillimus
Oxyomus simillimus är en skalbaggsart som beskrevs av Schmidt 1908. Oxyomus simillimus ingår i släktet Oxyomus och familjen Aphodiidae. Inga underarter finns listade i Catalogue of Life.